# Psilotum
Psilotum é um género de planta vascular, o único da família Psilotaceae e um dos dois únicos géneros da ordem Psilotales (o outro é Tmesipteris).

## Relation to ferns
Psilotum superficialmente se assemelha a certas plantas vasculares precoces extintas, como as riniófitas e o gênero de trimerófita Psilophyton. As características incomuns do Psilotum que sugerem uma afinidade com plantas vasculares primitivas incluem esporófitos dicotomicamente ramificados, hastes aéreas oriundas de rizomas horizontais, um cilindro vascular simples, homosporia, eusporângio terminal e falta de raízes.